# Глаз Мексики
«Глаз Мексики» (или «Глаз Мехико», исп. El Ojo de México, англ. The Eye of Mexico) — уличная скульптура в Мехико, созданная в 2022 году и ставшая первым в Латинской Америке произведением искусства, использующим искусственный интеллект. Расположена в районе Мигель Идальго, на центральной площади многофункционального микрорайона Невшатель-Куадранте-Поланко.
Скульптура представляет собой установленное на постаменте кольцо высотой более 10 метров и шириной 3 метра. Оно сделано из нержавеющей стали и содержит 50 светодиодных экранов. На вход алгоритмов искусственного интеллекта поступают демографические и урбанистические данные о городе, которые преобразуются в постоянно меняющиеся видеоролики, показываемые на экране и отражающие «энергию Мексики».
Принадлежит инвестиционной компании Ivanhoé Cambridge, создано агентством по недвижимости MIRA в сотрудничестве с арт-консалтинговым и продюсерским агентством MASSIVart. Непосредственную разработку проекта осуществляла компания OUCHHH, в качестве одного из исполнителей выступила инвестиционная компания Hines.
Установлена 20 мая 2022 года.
Скульптура была выбрана по итогам конкурса, объявленного MASSIVart, на который было подано более 350 заявок, из них 78 из Мексики и 263 из других стран.
В 2023 году скульптура получила премию Биеннале Медиа Архитектуры в номинации «Пространственное медиаискусство».